# Anorrhinus
Az Anorrhinus a madarak osztályába, a  szarvascsőrűmadár-alakúak (Bucerotiformes) rendjébe és a szarvascsőrűmadár-félék (Bucerotidae) családjába tartozó nem.

## Rendszerezésük
A nemet Heinrich Gottlieb Ludwig Reichenbach német botanikus és ornitológus írta le 1849-ben, az alábbi fajok tartoznak ide:
- kontyos szarvascsőrű (Anorrhinus galeritus)
- barna szarvascsőrű (Anorrhinus tickelli)
- Anorrhinus austeni[1] vagy Anorrhinus tickelli austeni[2]